# Poieni (Blandiana), Alba
Poieni (Blandiana, Alba) este un sat în comuna Blandiana din județul Alba, Transilvania, România.